# Набатов, Дмитрий Романович
Дмитрий Романович Набатов (9 февраля 1901 года,  г. Славянск, Харьковская губерния, Российская империя —  умер после 1946 года, СССР) — советский военачальник, полковник (31.05.1940).

## Биография
Родился 5 декабря 1901 года в городе Славянск. До службы  в армии   работал в городе Славянске: подручным котельщика на содовом заводе «Химуголь», затем был сотрудником финансовой комиссии в военно-революционном комитете. Оттуда в начале 1919 года откомандирован на Харьковские финансовые курсы.

### Военная служба

#### Гражданская война
24 июня 1919 года добровольно вступил в РККА и зачислен красноармейцем в батальон особого назначения при Харьковском губернском военкомате (г. Белополье). Затем назначен во 2-й Белопольский полк на должность для поручений. В июле переведен в штаб Группы войск Сумского направления на должность бухгалтера административно-строевого отдела (ст. Ворожба). При расформировании группы в августе назначен бухгалтером в управление дивизионного инженера 41-й стрелковой дивизии, одновременно временно исполнял должность военкома управления. С апреля 1920 года проходил службу в Сумском уездном военкомате делопроизводителем и секретарем, затем начальником политпросвета и начальником боевого участка Славянского уезда по борьбе с бандитизмом. В последней должности принимал участие в борьбе с вооруженными формированиями Н. И. Махно, в ликвидации банд Коваля, Сыроватского и других. С сентября 1921 года занимал должность помощника военкома Славянского уезда.

#### Межвоенные годы
С июля 1922 года исполнял должность помощника военкома Шахтинского уезда, а в ноябре переведен на ту же должность в Славянский уездный военкомат. В апреле 1923 года, в связи с ликвидацией Славянского уезда, назначен помощником Таганрогского окружного военкома по политической части. В ноябре 1925 года, после расформирования окружного военкомата, переведен на должность начальника вневойсковой подготовки управления территориального округа 13-й Дагестанской стрелковой дивизии. Через месяц переведен в Политуправление СКВО инструктором учетно-распределительной части. В 1927 года прошел курс переподготовки мобилизационных работников при штабе МВО. В феврале 1929 года назначен Донецким окружным военным комиссаром. В ноябре 1930 года командирован на учебу на курсах «Выстрел», окончив их, в августе 1931 года назначен миллеровским районным военным комиссаром. С марта 1932 года исполнял должность заместителя начальника штаба 9-го стрелкового корпуса СКВО. В 1935 году окончил курс заочного факультета Военной академии РККА им. М. В. Фрунзе. С октября 1938 года был преподавателем тактики Армавирских КУКС запаса. С ноября 1939 года по июнь 1940 года вновь учился на курсах «Выстрел», окончив которые, назначен командиром батальона курсантов Ленинградского стрелково-пулеметного училища. С октября 1940 года исполнял должность преподавателя огневого дела на курсах «Выстрел» и начальника сборов командиров пулеметных рот и снайперских команд.

#### Великая Отечественная война
С началом  войны полковник Набатов продолжал служить на курсах «Выстрел». С сентября 1941 года исполнял должность начальника курса противотанковых и пулеметных рот и батальонов (с июня 1942 года — начальник пулеметно-снайперского курса). В марте 1943 года назначен командиром 163-й отдельной Пензенской стрелковой бригады ПриВО. В начале мая убыл с ней на Западный фронт в 68-ю армию резерва Ставки ВГК. 
14 мая 1943 года  назначен заместителем командира 156-й стрелковой дивизии. Дивизия в это время формировалась в районе станции Княжьи Горы Погорело-Городищенского района Калининской области на базе 26-й отдельной курсантской и 163-й отдельной Пензенской стрелковых бригад. В июле она в составе той же армии была подчинена Западному фронту и участвовала в Смоленской, Спас-Деменской и Ельнинско-Дорогобужской наступательных операциях. В середине октября, после пополнения и формирования, дивизия вошла в 60-й стрелковый корпус 4-й ударной армии Калининского (с 20.10.1943 — 1-го Прибалтийского) фронта. В ноябре она была подчинена 22-му гвардейскому стрелковому корпусу этой же армии и успешно действовала в Городокской наступательной операции. С 22 декабря 1943 года ее части в составе 4-й ударной и 43-й армий (с февраля 1944 г.) 1-го Прибалтийского фронта занимали оборону на рубеже Ново-Игулинщина, Берево, колхоз им. Ворошилова, Жеребичи, Белая Дубровка. Дивизией было перерезано и удерживалось шоссе Витебск — Полоцк, а также контролировались огнем всех видов ж. д. Витебск — Полоцк и параллельная с ней грунтовая дорога — важнейшие коммуникации витебской группировки немцев.  
В период с 21 февраля по 17 марта 1944 года полковник  Набатов временно командовал 154-й стрелковой дивизией 22-го гвардейского стрелкового корпуса 43-й армии, находившейся в обороне в том же районе. За хорошую работу во время временного командования дивизией он получил благодарность командира корпуса. 14 апреля 1944 года  был назначен начальником боевой подготовки этой же 43-й армии. С июля вступил в должность заместителя командира 204-й стрелковой Витебской дивизией. Летом и осенью 1944 года дивизия в составе 43-й и 51-й армий участвовала в Шяуляйской, Рижской и Мемельской наступательных операциях, находясь в подчинении 1-го гвардейского и 60-го стрелковых корпусов. В начале января 1945 года дивизия находилась в обороне на либавском направлении, затем перешла в наступление в северном направлении, форсировала реки Барта и захватила плацдарм на противоположном берегу. С 23 февраля 1945 года после тщательной подготовки в составе этой же армии 2-го Прибалтийского фронта она перешла в наступление в северо-западном направлении и, пройдя с тяжелыми боями 7,5 км, освободила более 12 нас. пунктов, в т. ч. сильный узел сопротивления немцев — м. Приекуле. Затем, выйдя к реке Вартава, ее части перешли к обороне. С 7 марта 1945 года дивизия была выведена во второй эшелон (в 10 км юго-восточнее м. Приекуле), где находилась до конца войны.

#### Послевоенное время
После войны продолжал служить в 204-й стрелковой Витебской дивизии в той же должности, с 27 января 1946 года — временно командовал дивизией. 29 августа 1946 года полковник Набатов уволен в запас по болезни.

## Награды
- орден Ленина (21.02.1945)[3][4]
- два ордена Красного Знамени (21.10.1944[5],   03.11.1944[6][4])
- орден Отечественной войны I степени (06.06.1945)[7]
  - медали в том числе:
  - «XX лет Рабоче-Крестьянской Красной Армии» (1938)[5]
  - «За оборону Москвы» (1945)
  - «За победу над Германией в Великой Отечественной войне 1941—1945 гг.» (21.03.1946)[8]